# 隆尼莱维拉日
隆尼莱维拉日（法語：Longny les Villages，法語發音：[lɔ̃ɲi le vilaʒ]）是法国奥恩省的一个市镇，位于该省东部偏南，属于莫尔塔涅欧佩什区。

## 地名
该地名“隆尼莱维拉日”（Longny les Villages）由两部分组成：“隆尼”（Longny），该市镇的前身及主体隆尼欧佩什；“莱维拉日”（les Villages），法语意为“村庄”，这里为复数形式，指多个村庄的集合。

## 历史
隆尼莱维拉日成立于2016年1月1日，由以下8个市镇合并而成：
- 厄尔河畔拉朗德（La Lande-sur-Eure）
- 隆尼欧佩什（Longny-au-Perche）
- 马莱塔布勒（Malétable）
- 马尔尚维尔（Marchainville）
- 蒙索欧佩什（Monceaux-au-Perche）
- 穆利桑（Moulicent）
- 厄尔河畔讷伊（Neuilly-sur-Eure）
- 圣维克托德雷诺（Saint-Victor-de-Réno）

其中隆尼欧佩什为政府驻地。

## 地理
隆尼莱维拉日（48°31'49"N, 0°45'7"E）面积151.76 平方千米，位于法国诺曼底大区奧恩省，该省份为法国西北部内陆省份，北起顺时针与卡爾瓦多斯省、厄尔省、厄尔-卢瓦省、萨尔特省、马耶讷省和芒什省接壤。
与隆尼莱维拉日接壤的市镇（或旧市镇、城区）包括：洛姆沙蒙多、沙朗塞、维达姆堡、马努、莱默尼、穆捷欧佩什、勒马日、比祖、于讷河畔库尔莫日、拉沙佩勒蒙利容、圣马尔德雷诺、凡村、图鲁夫尔欧佩什。
隆尼莱维拉日的时区为UTC+01:00、UTC+02:00（夏令时）。

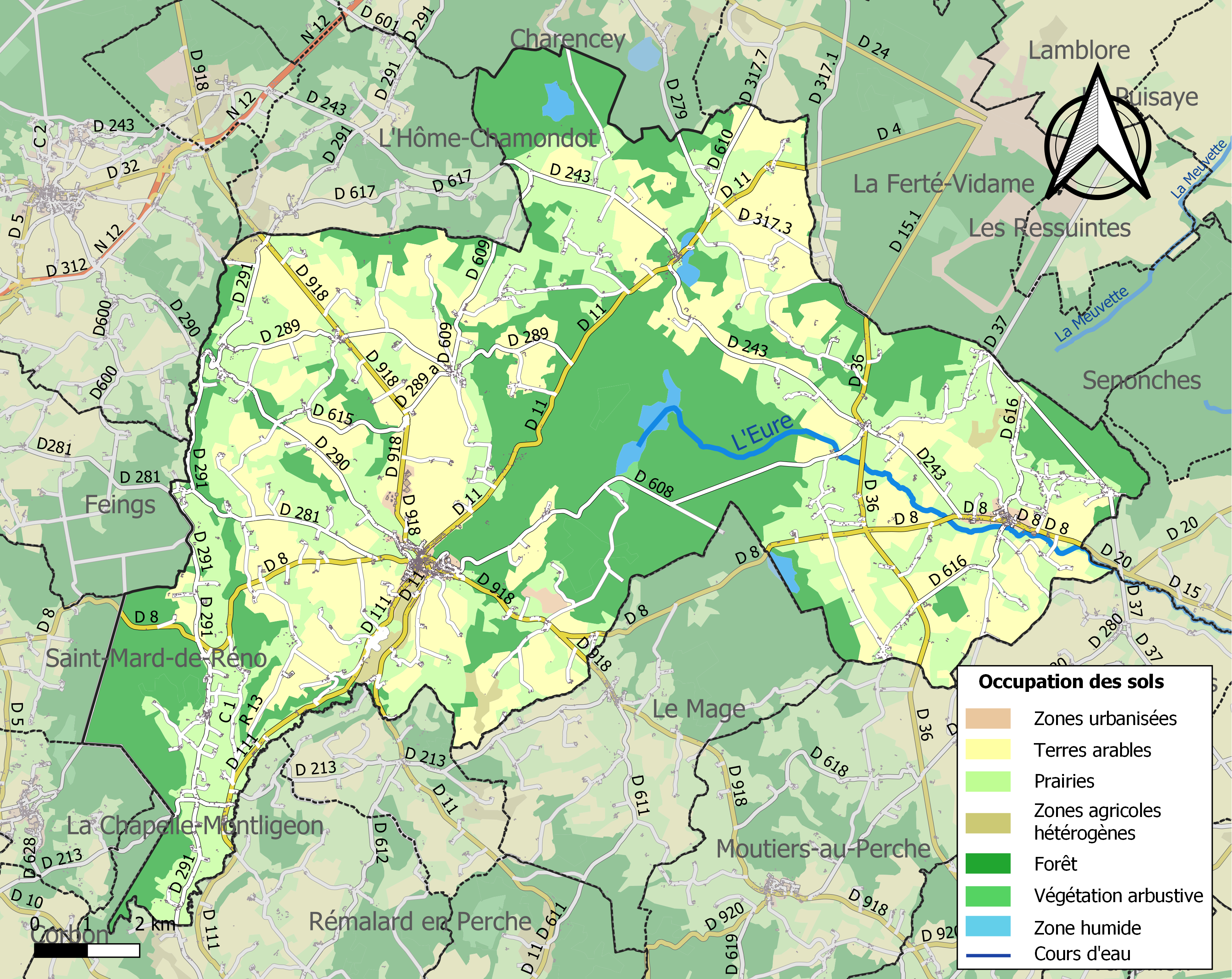
隆尼莱维拉日的OSM定位图

## 行政
隆尼莱维拉日的邮政编码为61290，INSEE市镇编码为61230。

## 政治
隆尼莱维拉日所属的省级选区为图鲁夫尔欧佩什县。

## 人口
隆尼莱维拉日于2022年1月1日时的人口数量为2826人。